# Cornersville
Cornersville est une municipalité américaine située dans le comté de Marshall au Tennessee. Selon le recensement de 2010, Cornersville compte 1 194 habitants.

## Géographie
Cornersville se trouve dans le centre du Tennessee, à environ 100 km au sud de Nashville.
La municipalité s'étend sur 6,26 milles carrés (16,21 km2).

## Histoire
La localité, fondée vers 1815, est d'abord appelée Marathon. Elle adopte son nom actuel en référence à sa situation — avant la création du comté de Marshall — à l'« angle » (en anglais : corner) de quatre comtés : Bedford, Giles, Lincoln et Maury.